# Донник зубчатый
До́нник зу́бчатый (лат. Melilótus dentátus) — вид травянистых растений, относящийся к роду Донник семейства Бобовые (Fabaceae).
Обычно двулетнее растение с желтоцветковыми кистями, встречающееся по солонцам и солонцеватым лугам Евразии. Характерные особенности вида — зубчатые прилистники и многочисленные зубчики по краям листочков.

## Ботаническое описание

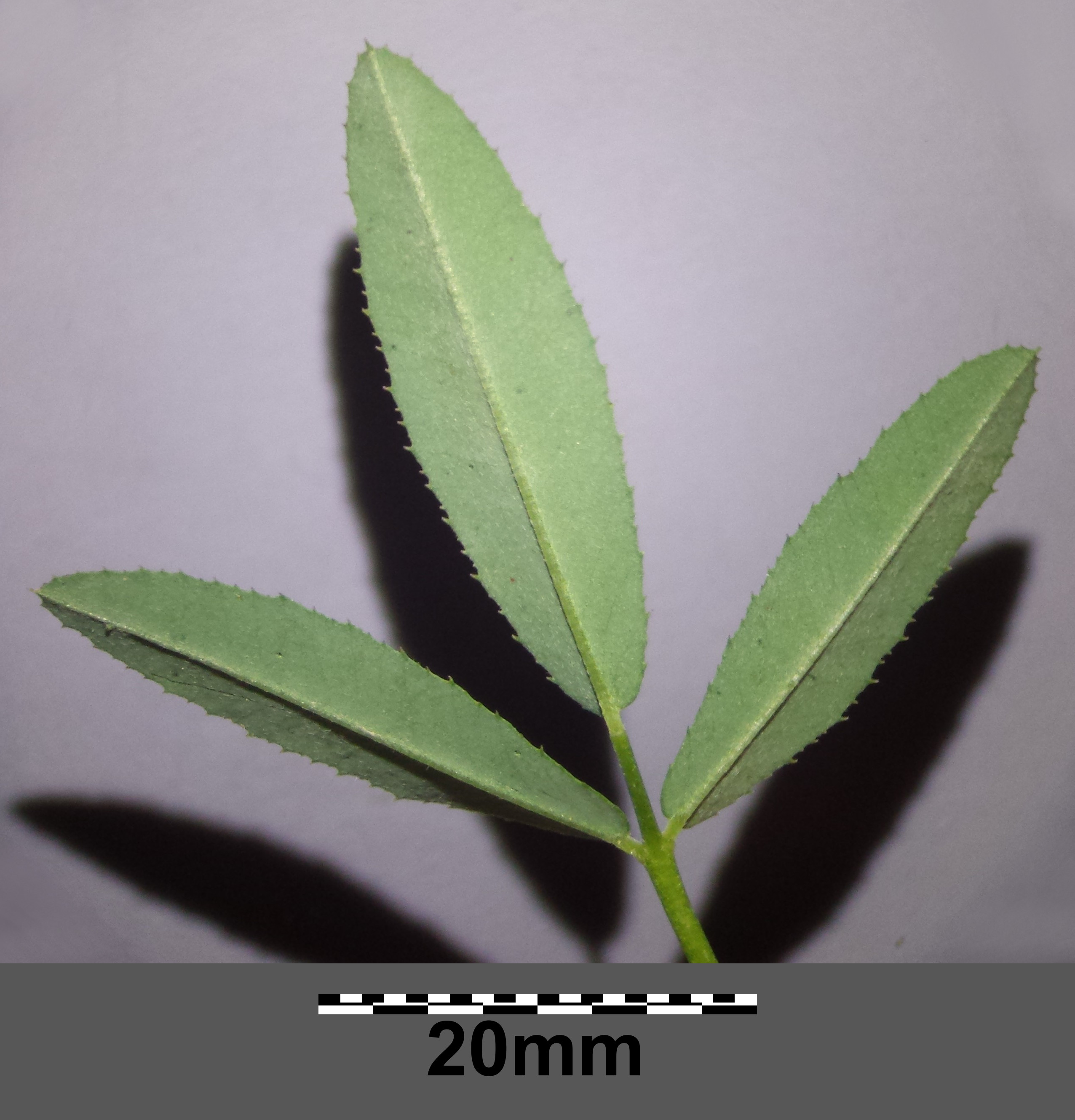
Листочки с многочисленными мелкими зубчиками по краю

Двулетнее, реже однолетнее, растение с восходящим стеблем до метра высотой, разветвлённым от основания, в верхней части несколько опушённым.
Листья тройчатые, с ланцетными прилистниками 10—15 мм длиной, в основании с отчётливыми зубцами. Листочки продолговато-ланцетные, с многочисленными (по 15—40 с каждой стороны пластинки) мелкими зубчиками.
Цветки 3—3,5 мм длиной, собраны в довольно густые кисти, на волосистых цветоножках около 1,5 мм длиной. Чашечка пятизубчатая примерно до половины длины, 2 мм длиной, прижатоопушённая. Венчик бледно-жёлтый, флаг несколько длиннее крыльев и лодочки. Завязь голая.
Бобы голые, 4—5 мм длиной, двусемянные. Семена 1,5 мм длиной.

## Распространение
Распространён главным образом в степной зоне Восточной и Юго-Восточной Европы, а также в Средней Азии, Южной Сибири, с участками в Центральной и Северной Европе. 
Встречается преимущественно по солонцам и солонцеватым лугам, иногда на солончаках или как сорное в посевах.
Менее засухоустойчив чем донник белый и донник жёлтый. В испытаниях на не засоленных степных почвах уступал им в урожае зелёной массы. В условиях Ленинградской области на удобренных почвах не уступал в урожайности доннику белому.

## Значение и применение
Содержит меньше кумаринов чем другие виды донника. Представляет исключительный интерес в селекции бескумариновых сортов. Охотно поедается крупным рогатым скотом и молодняком. Повышает надои молока и результаты при нагуле. 

## Таксономия
Melilotus dentatus (Waldst. & Kit.) Desf., Tabl. École Bot. 188 (1804) ['dentata']. — Trifolium dentatum Waldst. & Kit., Descr. Icon. Pl. Hung. 1: 41 (1802).

### Синонимы
- Melilotus brachystachys Bunge, 1848, nom. illeg.
- Melilotus kochianus (Hayne) Trautv., 1841
- Melilotus olympicus hort. ex Trautv., 1841
- Trifolium dentatum Waldst. & Kit., 1802
- Trifolium kochianum Hayne, 1807